# 코시 응집판정법
코시 응집판정법(-凝集判定法, Cauchy condensation test)은 오귀스탱 루이 코시의 이름이 붙은 무한급수의 수렴판정법이다. 음이 아닌 실수의 감소수열에 대한 급수
{\displaystyle a_{1}+a_{2}+a_{3}+a_{4}+a_{5}+a_{6}+a_{7}+\cdots \cdots }
의 수렴성을, 2의 거듭제곱번째 항만으로 재구성한 급수
{\displaystyle a_{1}+a_{2}+a_{2}+a_{4}+a_{4}+a_{4}+a_{4}+\cdots \cdots }
의 수렴성으로 귀결시킨다.

## 내용
{an}이 실수열이고 임의의 자연수 n에 대해 an ≥ 0, an ≥ an + 1일 때, {\displaystyle \textstyle {\sum _{n=1}^{\infty }a_{n}}}이 수렴할 필요충분조건은 {\displaystyle \textstyle {\sum _{n=0}^{\infty }2^{n}a_{2^{n}}}}가 수렴하는 것이다.:61-62 더 나아가, 원래 급수의 합의 범위는 다음과 같이 추정된다.:171, §7.3, Proposition 7.3.4
{\displaystyle \sum _{n=1}^{\infty }a_{n}\leq \sum _{n=0}^{\infty }2^{n}a_{2^{n}}\leq 2\sum _{n=1}^{\infty }a_{n}}
극히 소수의 항만을 이용해 전체 급수의 수렴성을 판정하는 것이 이 판정법의 특징이다.

## 증명
부분합에 관한 부등식
{\displaystyle \sum _{n=1}^{2^{k+1}-1}a_{n}\leq \sum _{n=0}^{k}2^{n}a_{2^{n}}\leq 2\sum _{n=1}^{2^{k}}a_{n}}
을 증명하면, 두 급수는 부분합의 유계성이 같아 단조수렴정리에 의해 수렴성이 같다. 또 여기에 극한을 취하면 위에서의 범위 추정도 증명된다. 세 부분합을 전개하고, 아래와 같이 항을 괄호로 조금씩 묶어 전개식 하나당 k + 1개의 묶음을 만들어서, 같은 위치의 묶음끼리 비교하면 (예를 들어 셋째 열에서, an이 감소함에 따라 a4 + a5 + a6 + a7 ≤ a4 + a4 + a4 + a4 ≤ a3 + a3 + a4 + a4) 부분합에 관한 부등식은 증명된다.
{\displaystyle {\begin{matrix}&a_{1}&+&(a_{2}+a_{3})&+&(a_{4}+a_{5}+a_{6}+a_{7})&+&\cdots \\\leq &a_{1}&+&(a_{2}+a_{2})&+&(a_{4}+a_{4}+a_{4}+a_{4})&+&\cdots \\\leq &(a_{1}+a_{1})&+&(a_{2}+a_{2})&+&(a_{3}+a_{3}+a_{4}+a_{4})&+&\cdots \\\end{matrix}}}

## 예
코시 응집판정법은 {\displaystyle n}이 분모에 있는 경우에 유용하다. 전형적인 예인 조화급수 {\displaystyle \textstyle \sum _{n=1}^{\infty }{\frac {1}{n}}}의 수렴 여부는 {\displaystyle \textstyle \sum 1}가 발산함에 따라 쉽게 드러난다.
조금 더 복잡한 예로, 급수
{\displaystyle \sum _{n=m}^{\infty }{\frac {1}{n^{p_{0}}(\ln n)^{p_{1}}(\ln \ln n)^{p_{2}}\cdots (\underbrace {\ln \ln \cdots \ln } _{k}n)^{p_{k}}}}}
가 수렴할 필요충분조건은 1이 아닌 지수가 있고 처음으로 오는 1이 아닌 지수가 1보다 크다는 것이다. 즉 급수는 사전식 순서대로 (p0, ..., pk) > (1, ..., 1)일 때 수렴, (p0, ..., pk) ≤ (1, ..., 1)일 때 발산한다.